# Namık Kemal Üniversitesi
Die Namık-Kemal-Universität wurde 2006 in Tekirdağ von der Trakya Üniversitesi unter Leitung von Enver Duran gegründet. Sie wurde auf der Basis der bereits bestehenden Fakultäten für Agrarwissenschaft und Ingenieurswesen errichtet. Die Universität ist Mitglied im Netzwerk der Balkan-Universitäten, hat fünf Fakultäten, drei Institute und mehrere Akademien.

## Organisation
- Fakultät Agrarwissenschaften
- Fakultät Ingenieurswesen
- Fakultät Medizin
- Fakultät Ökonomie und Management
- Fakultät Wissenschaft und Kunst